# Берзовија (Караш-Северин)
Берзовија (рум. Berzovia) насеље је у Румунији у округу Караш-Северин у општини Берзовија. Oпштина се налази на надморској висини од 137 m.

## Прошлост
По "Румунској енциклопедији" то је археолошки вредно насеље из римско-дачког доба. Године 102. римски цар Трајан је освајао велику дачку тврђаву која се ту налазила. Од тврђаве "Берсобис", настао је римски логор са истим именом. Ту је била стационирана 4. легија Флавија-Феликса, у највећем насељу тог времена. Археолошка ископавања су 1792. године довела до открића бојних римских грађевина, споменика и предмета.
Место као насеље се први пут помиње 1690. године. Аустријски царски ревизор Ерлер је 1774. године констатовао да место "Жидовин" припада Карашовском округу, Вршачког дистрикта. Становништво је било претежно влашко.
Србска племићка породица Шевић је током 19. века господарила спахилуком Жидовар. Михаил Шевић "от Жидовар" је 1845. године био претплатник једне српске књиге у Темишвару.

## Становништво
Према подацима из 2002. године у насељу је живело 4165 становника.

### Попис2002.
| Расподела становништва по националности 2002.‍ | Расподела становништва по националности 2002.‍ | Расподела становништва по националности 2002.‍ | Расподела становништва по националности 2002.‍ | Расподела становништва по националности 2002.‍ |
| --------------------------------------------- | --------------------------------------------- | --------------------------------------------- | --------------------------------------------- | --------------------------------------------- |
|                                               |                                               |                                               |                                               |                                               |
| Румуни                                        | Румуни                                        |                                               | 3.429                                         | 82,4%                                         |
| Мађари                                        | Мађари                                        |                                               | 178                                           | 4,3%                                          |
| Роми                                          | Роми                                          |                                               | 361                                           | 8,7%                                          |
| Украјинци                                     | Украјинци                                     |                                               | 7                                             | 0,2%                                          |
| Немци                                         | Немци                                         |                                               | 84                                            | 2,0%                                          |
| Срби                                          | Срби                                          |                                               | 3                                             | 0,1%                                          |
| Словаци                                       | Словаци                                       |                                               | 97                                            | 2,3%                                          |
| други                                         | други                                         |                                               | 3                                             | 0,1%                                          |

### Хронологија
| Година       | 1992 | 1993 | 1994 | 1995 | 1996 | 1997 | 1998 | 1999 | 2000 | 2001 | 2002 | 2003 | 2004 | 2005 | 2006 | 2007 | 2008 | 2009 | 2010 | 2011 | 2012 | 2013 | 2014 | 2015 | 2016 | 2017 |
| ------------ | ---- | ---- | ---- | ---- | ---- | ---- | ---- | ---- | ---- | ---- | ---- | ---- | ---- | ---- | ---- | ---- | ---- | ---- | ---- | ---- | ---- | ---- | ---- | ---- | ---- | ---- |
| Становништво | 4032 | 4010 | 4048 | 4015 | 4038 | 4047 | 4013 | 4037 | 4014 | 4055 | 4051 | 4074 | 4096 | 4109 | 4087 | 4077 | 4069 | 4063 | 4065 | 4070 | 4047 | 4039 | 4014 | 3950 | 3942 | 3909 |